# Ла Ду (Мисури)
Ла Ду (енгл. La Due) град је у америчкој савезној држави Мисури.

## Демографија
По попису из 2010. године број становника је 28, што је 11 (-28,2%) становника мање него 2000. године.
| Група             | 2000.      | 2010.      |
| Белци             | 37 (94,9%) | 24 (85,7%) |
| Афроамериканци    | 0 (0,0%)   | 0 (0,0%)   |
| Азијати           | 0 (0,0%)   | 1 (3,6%)   |
| Хиспаноамериканци | 0 (0,0%)   | 0 (0,0%)   |
| Укупно            | 39         | 28         |